# Grubbtjärnen (Bjurholms socken, Ångermanland)
Grubbtjärnen är en sjö i Bjurholms kommun i Ångermanland och ingår i Lögdeälvens huvudavrinningsområde. Sjön har en area på 0,135 kvadratkilometer och ligger 262 meter över havet. Grubbtjärnen ligger i Lögdeälven Natura 2000-område. Sjön avvattnas av vattendraget Blåbergssjöbäcken.

## Delavrinningsområde
Grubbtjärnen ingår i det delavrinningsområde (709559-164396) som SMHI kallar för Utloppet av Grubbtjärn. Medelhöjden är 308 meter över havet och ytan är 4,6 kvadratkilometer. Räknas de 5 avrinningsområdena uppströms in blir den ackumulerade arean 12,37 kvadratkilometer. Blåbergssjöbäcken som avvattnar avrinningsområdet har biflödesordning 2, vilket innebär att vattnet flödar genom totalt 2 vattendrag innan det når havet efter 84 kilometer. Avrinningsområdet består mestadels av skog (72 procent). Avrinningsområdet har 0,14 kvadratkilometer vattenytor vilket ger det en sjöprocent på 3 procent.